# 维索内
维索内（義大利語：Visone），是意大利亚历山德里亚省的一个市镇。总面积12.56平方公里，人口1245人，人口密度99.1人/平方公里（2009年）。ISTAT代码为006187。